# Hastelloy
Hastelloy är ett registrerat varumärke for olika nickelbaserade legeringar från Haynes International, Inc. Varumärke används som ett prefix framför tjugotvå olika metallegeringar som är mycket korrosionsbeständiga, löst grupperat som "superlegeringar" eller "högpresterande legeringar" i den metallurgiska industrin.
Den dominerande beståndsdelen i legeringen är nickel. Förutom nickel förekommer molybden, krom, kobolt, järn, koppar, mangan, titan, zirkonium, aluminium, kol och volfram i olika procentsatser beroende av underkategori. 
Den primära funktionen för Hastelloy är att klara av höga temperatur, hög spänning i en måttlig till mycket korrosiv och/eller erosionsbenägen miljö där vanligare och billigare järnbaserade legeringar skulle misslyckas. Hastelloy används också i tryckkärl till vissa kärnreaktorer, kemiska reaktorer, destilleringsutrustning, och rör och ventiler i kemisk industri. Trots att Hastelloy är en superlegering har erfarenhet visat viss degradering på grund av tillverkning och hantering. Elektropolering eller passivering av Hastelloy kan förbättra korrosionsbeständigheten.